# 布朗噪声
布朗噪音又稱作棕色噪音或紅噪音，是由布朗運動造成的，又稱作隨機移動噪音。
因此，Brown這個詞正確來說是指稱發現布朗運動的羅伯特·布朗，而非來自顏色的棕色；至於紅噪音的名詞則類比於白噪音的由來，因為此種噪音在相當於可見光譜的紅光端具有較高的能量強度故得名。

## 定義
布朗噪音的能量譜密度與其頻率{\displaystyle f^{2}}成反比，意即該噪音在較低頻時有較大的能量，甚至比粉紅噪音還多。
當頻率上升两倍時，布朗噪音的能量變衰減6分貝(也就每當頻率增加一個數量級，能量變衰減20分貝)。

## 功率譜密度
布朗噪音可以由布朗運動運算而來。
白噪音的定義為
{\displaystyle W(t)=\int _{0}^{t}{\frac {dW(\tau )}{d\tau }}d\tau }
而白噪音的功率譜密度是平坦的
{\displaystyle S_{white}=\left|{\mathcal {F}}\left[{\frac {d}{dt}}W(t)\right](\omega )\right|^{2}={\text{Const}}.}
其中依據功率譜密度定義，{\displaystyle S_{white}}為白噪音的功率譜密度，{\displaystyle {\mathcal {F}}}則代表傅立葉轉換。
由於布朗運動(一種維納過程)是對白噪音進行積分而來，可以得到布朗噪音的功率譜密度為
{\displaystyle S_{brown}(\omega )={\big |}{\mathcal {F}}[W(t)](\omega ){\big |}^{2}={\frac {S_{0}}{\omega ^{2}}}.}
與頻率的平方成反比。
另外，因為白噪音具有高斯分布的特性，可以想像成隨著積分時間上升，對白噪音積分的標準差也會隨之提高，因此稱為隨機移動。

## 響音心理學
對於大部分的人而言，布朗噪音聽起來就跟白噪音一樣，但有人聲稱其比後者更加低沉，像是在洞穴中的低吼，而非大雨或瀑布聲那般響亮。

## 生成噪音
由於布朗噪音是從白噪音積分而來，又白噪音可由任意對每個樣本點作隨機取樣，因此布朗噪音可以看成，在時間序列上，對一個樣本點加上一個隨機值，作為下一個樣本點的值。